# László Willinger
László Josef Willinger (* 16. April 1909 in Berlin; † 8. August 1989 in Los Angeles) war ein in die USA immigrierter österreichisch-ungarischer Presse- und Glamour-Fotograf.

## Leben
Als Sohn der österreichisch-ungarischen Atelier- und Presse-Fotografen Margarete und Wilhelm Willinger erhielt er bei seinen Eltern sowie im Fotostudio Angelo in Budapest seine Ausbildung. Er besuchte zudem 1922/23 die Höhere Graphische Bundes-Lehr- und Versuchsanstalt in Wien. 1927–1930 leitete er gemeinsam mit der Mutter die Filiale der Eltern in Berlin. 1930–1932 war er in Paris bei Keystones Porträtstudio „Talbot Studios“ Werbe- und Porträtfotograf sowie Korrespondent für die Bildagentur Keystone. 1931 arbeitete er wieder im Atelier in Berlin. Als Fotojournalist lieferte er Aufnahmen an die Berliner Illustrirte Zeitung, Münchner Illustrierte, Hamburger Illustrierte, Daily Express, Keystone View. 1932 reiste Laszlo Willinger zum ersten Mal im Auftrag von Mercedes-Benz nach Amerika.
1933 erhielt er in Deutschland keine Arbeitserlaubnis mehr und arbeitete stattdessen im Fotoatelier seines Vaters in Wien mit. Von 1933 bis 1937 publizierte er in Deutschland jedoch weiterhin unter dem Namen seiner Mutter Margarete Willinger. 1936 unternahm er einige Fotoreisen für die Bildagentur Keystone durch Afrika, Indien, Italien und Russland. Zeitweise arbeitete er für Sergej Eisenstein. 1937 fotografierte er im Spanischen Bürgerkrieg.
1939 emigrierte er in die USA und wurde Studio-Fotograf bei Metro-Goldwyn-Mayer in Hollywood. 1940/41 war Peter Basch sein Assistent. 1946 eröffnete er ebenda am Sunset Boulevard ein eigenes Fotoatelier und spezialisierte sich auf Farbfotografie und Porträtfotografie von Filmstars. 1954 löste er das Atelier auf und arbeitete wieder als Freelance-Fotograf für Presse und Werbung, u. a. für die Freelance Photographers Guild (FPG, heute Getty) in New York, die über 50.000 Abzüge von ihm besaß.

## Werke
- In den 1930er-Jahren fotografierte Laszlo Willinger in Berlin Josephine Baker, Marlene Dietrich und Zarah Leander.
- Ab 1933 fotografierte er in Wien Sigmund Freud, Helene Thimig, Emil Jannings, Hedy Lamarr, und dokumentierte Aufführungen von Max Reinhardt in Salzburg.
- 1936 erschienen seine Reportage-Aufnahmen aus Afrika, Indien, Italien und Russland im Daily Express, London.
- Ab 1939 fotografierte er in Hollywood u. a. Joan Crawford, Ingrid Bergman, Vivian Leigh, Ava Gardner, Clark Gable, Marilyn Monroe (1946 im Bikini[4]).

## Publikationen
- 100xBerlin/Laszlo Willinger. Vorwort: Karl Vetter, Nachwort: Helmut Geisert. Berlin 1997.